# Целинное (Сарыкольский район)
Целинное (каз. Целинный) — упразднённое село в Сарыкольском районе Костанайской области Казахстана. Ликвидировано в 2011 г. Входило в состав Тимирязевского сельского округа. Код КАТО — 396259400.

## Население
В 1999 году население села составляло 77 человек (42 мужчины и 35 женщин). По данным переписи 2009 года, в селе проживало 10 человек (6 мужчин и 4 женщины).